# Fons fotogràfic Courer
El Fons fotogràfic Courer, també conegut com l'Arxiu Courer, és un conjunt de 600 fotografies, una part de les quals en plaques de vidre, dels segles XIX i xx en bon estat recuperada per la família Salsas-Moreno que en va fer donació a l'Arxiu Municipal de la Seu d'Urgell l'any 1992. L'any 2010 l'arxiu municipal es va integrar en l'Arxiu Comarcal de l'Alt Urgell que inclou una col·lecció dels fotògrafs de principis del segle xx.
El fons és un retrobament del que era la Seu d'Urgell a les darreries del segle xix i principis del segle xx. Tot i que la col·lecció de fotografies es va publicar en forma de llibre, aquest és difícil de trobar atès que se'n va fer una edició limitada i s'exhaurí només sortir al carrer. El fons té fotografies de diversos autors entre els quals hi ha Joan Salsas, Manuel Moreno, Guillem Plandolit i Joan Sala. El conjunt més antic de fotografies correspon al període 1890-1935 i hi ha un conjunt més modern d'entre 1950 i 1960.

## Galeria d'imatges

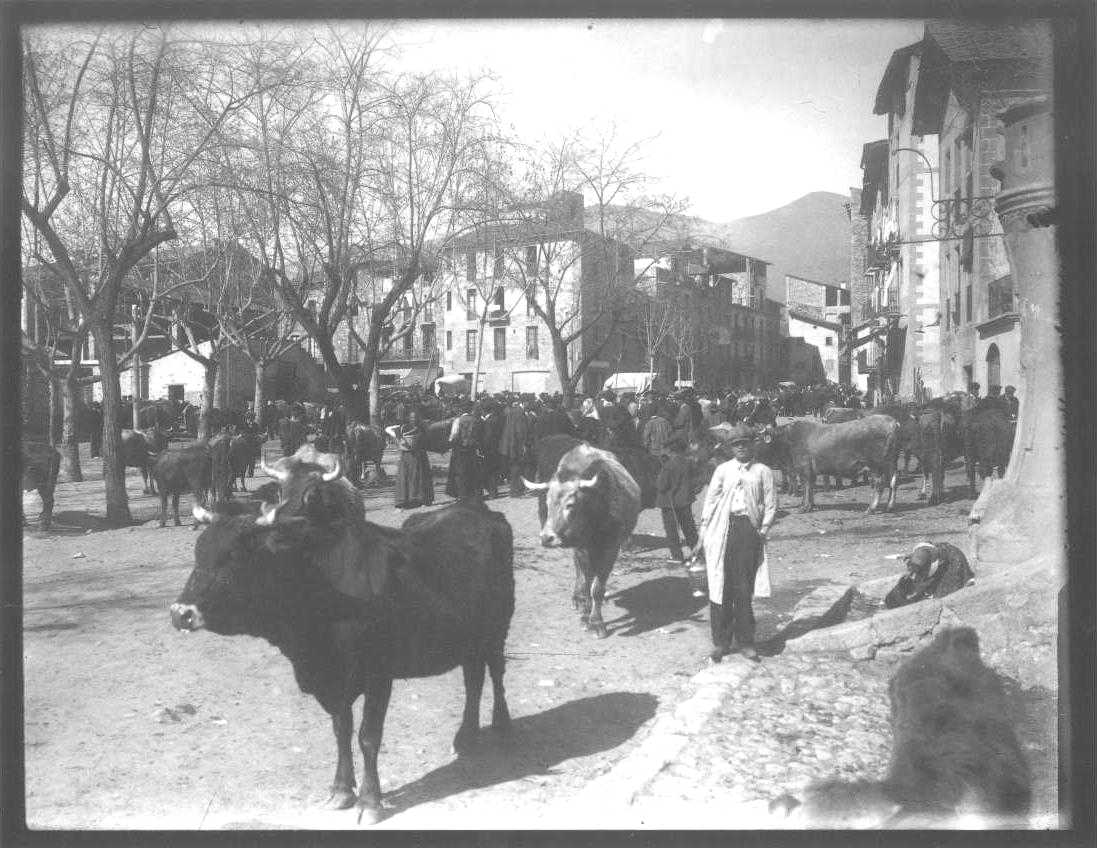
La fira de bestiar al Passeig, cap a 1890.[nota 1]
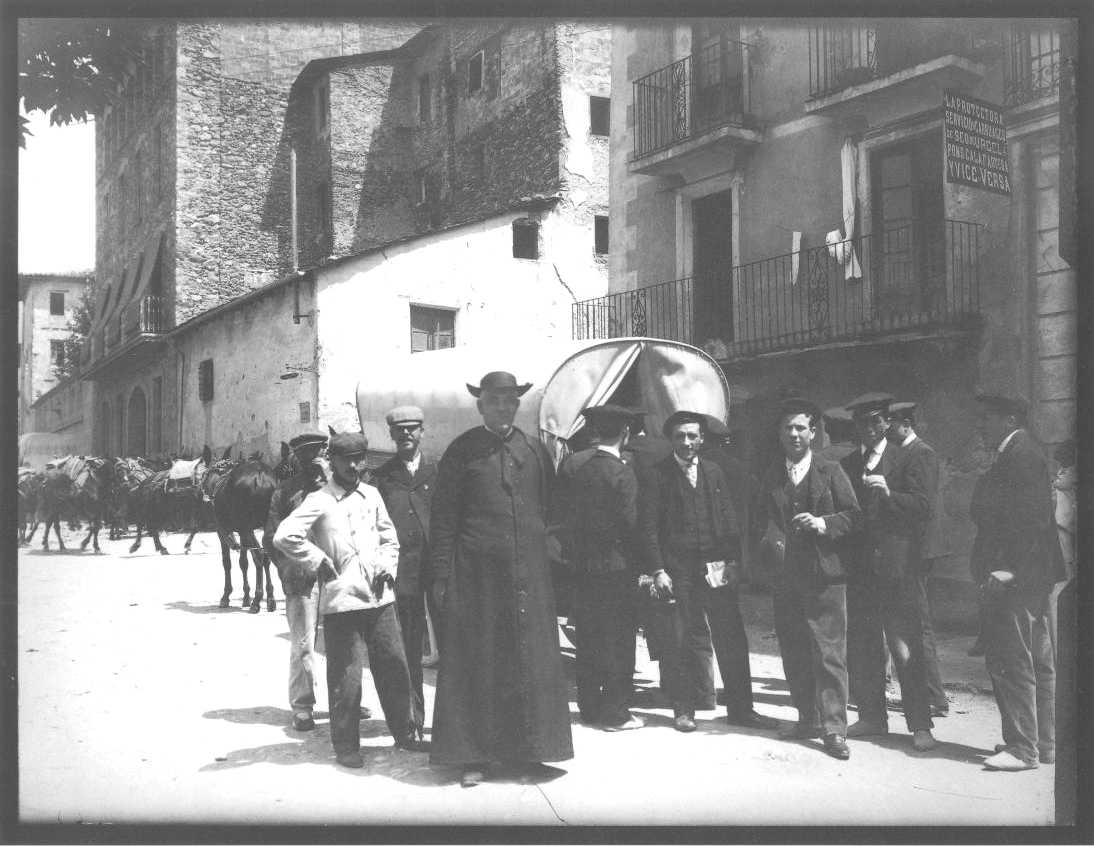
Parada de les diligències, cap al 1900.[nota 2]
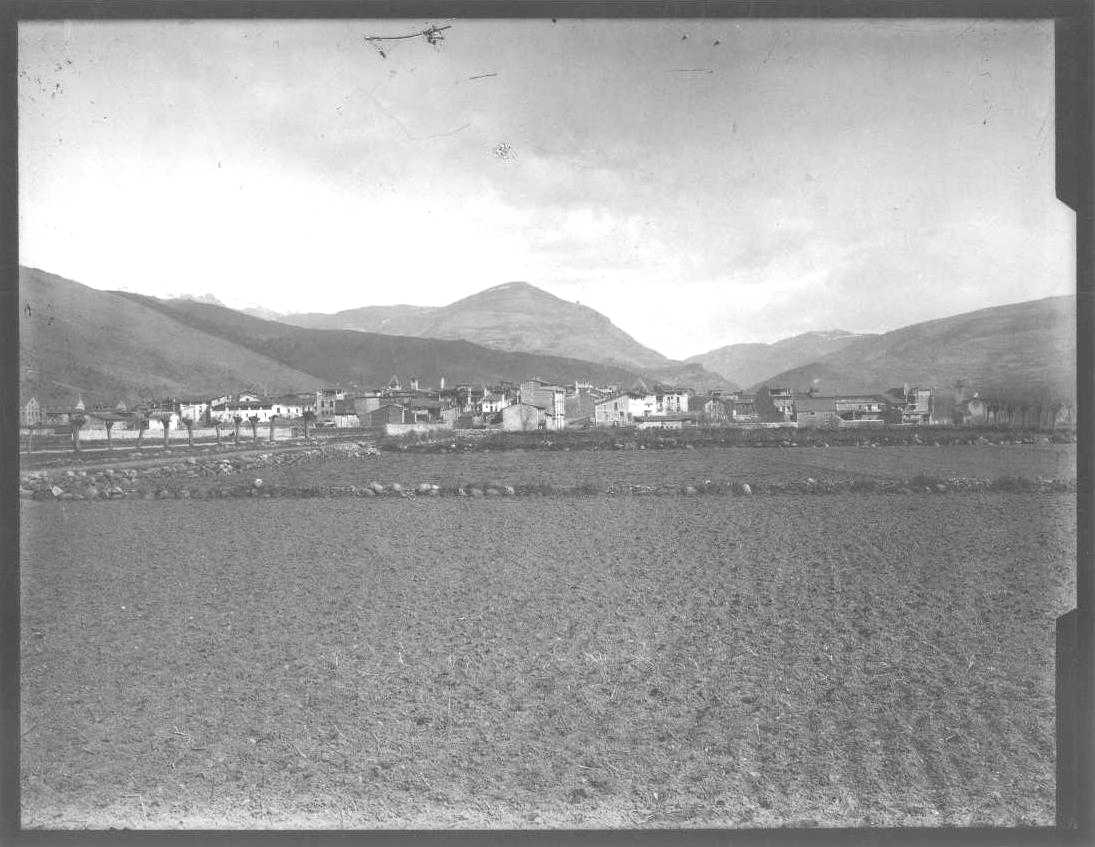
Vista de La Seu des de ponent, cap al 1900.[nota 3]
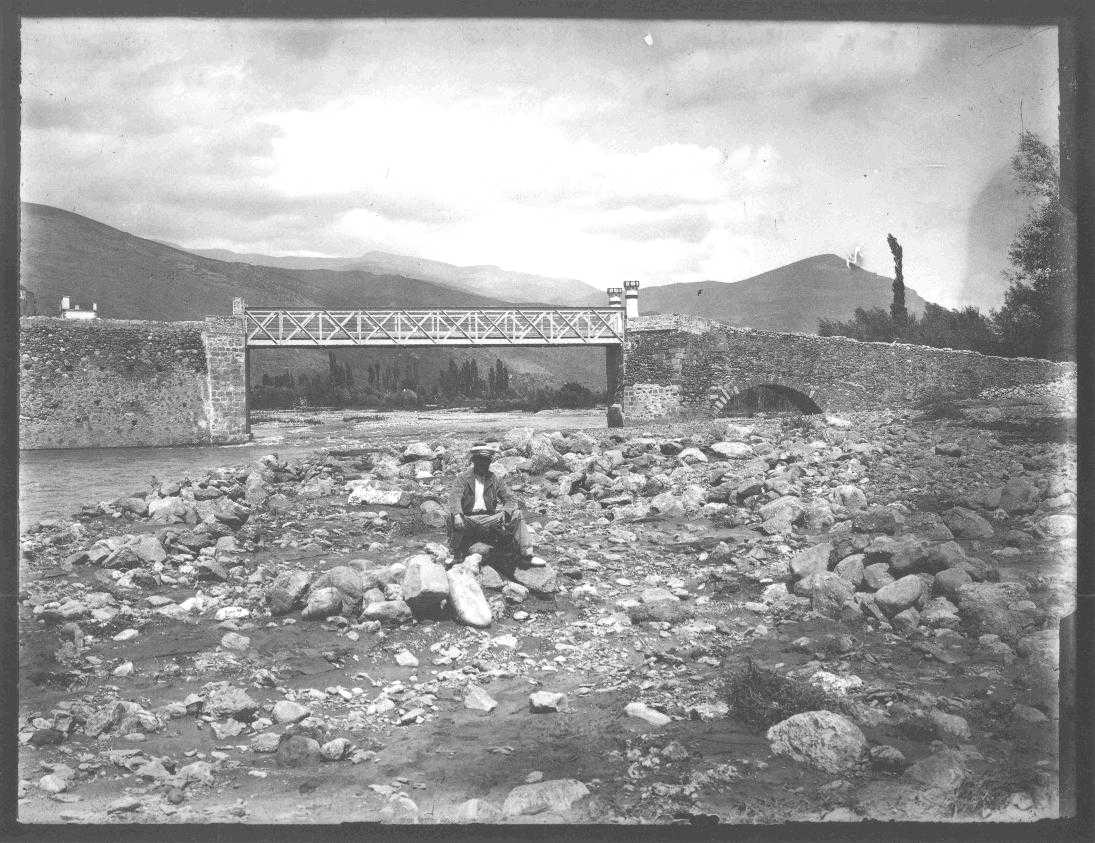
El primer pont de ferro sobre el riu Segre, cap a l'any 1905.[nota 4]
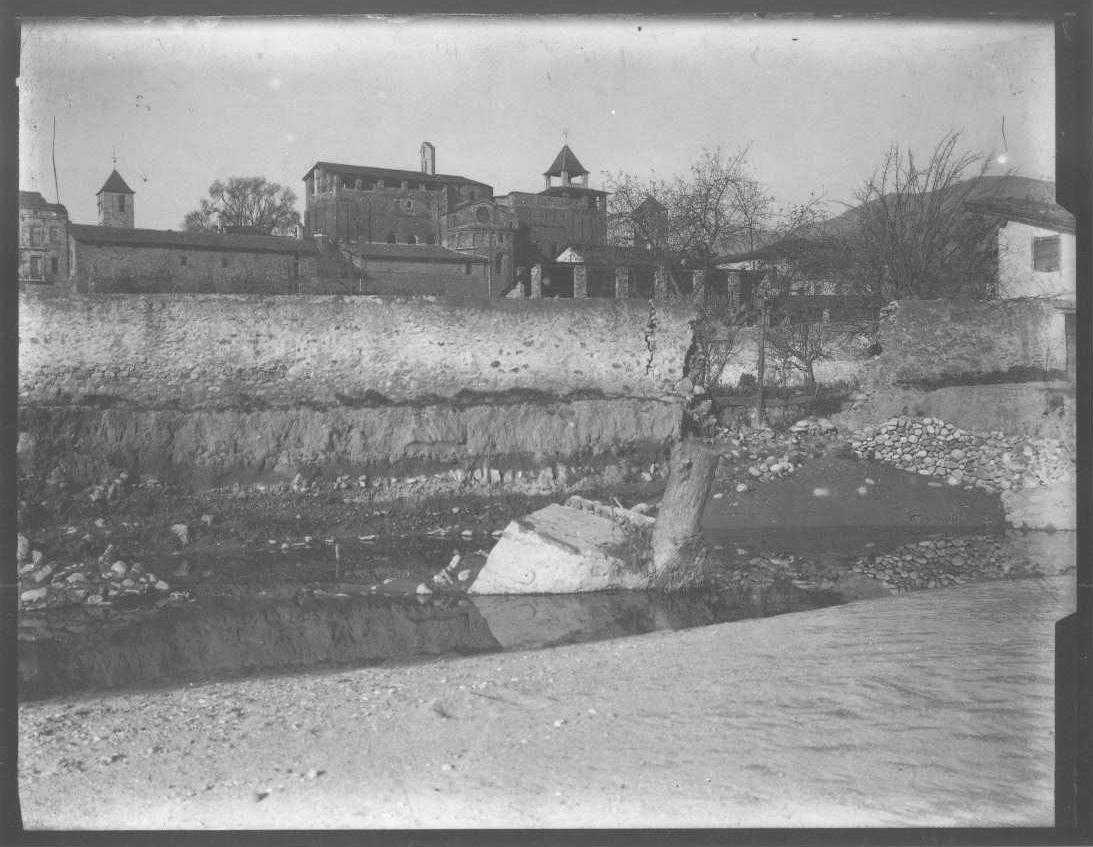
Les conseqüències d'un aiguat, potser el de 1907.[nota 5]
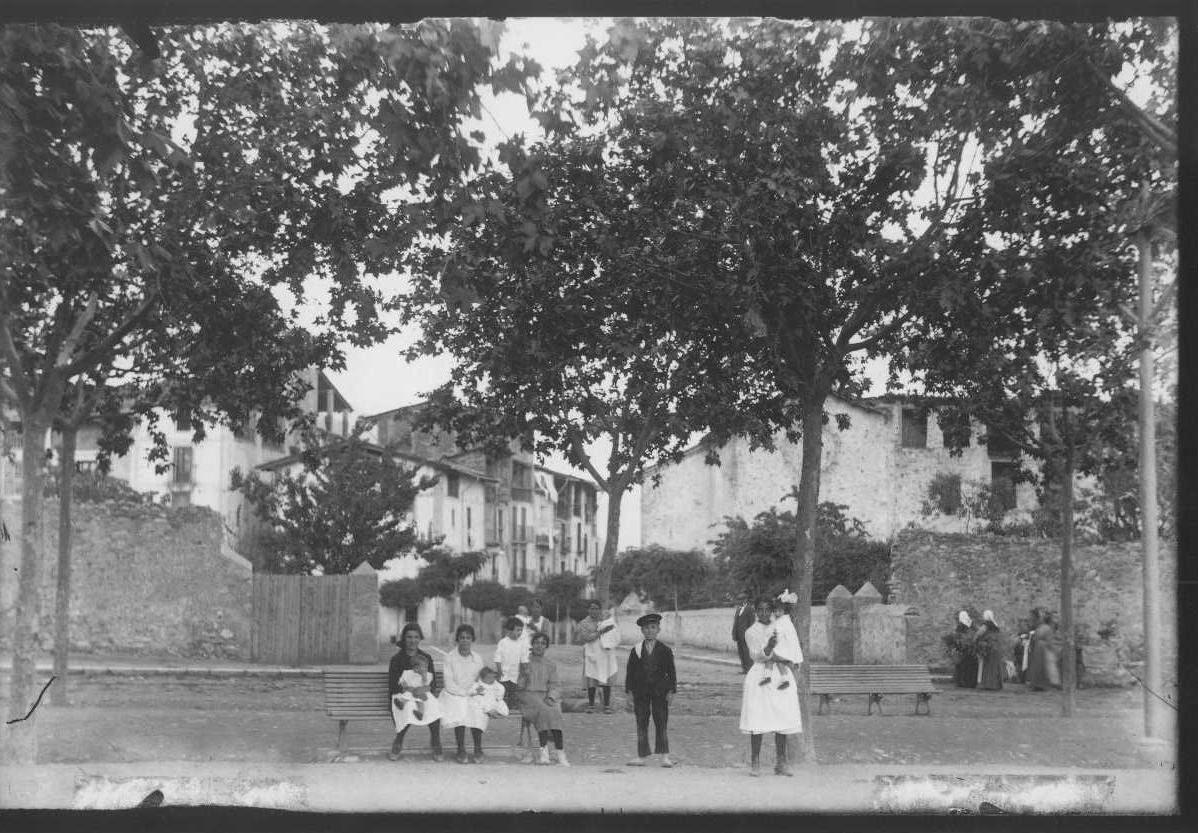
Les mainaderes al Passeig Joan Brudieu, cap al 1915.[nota 6]
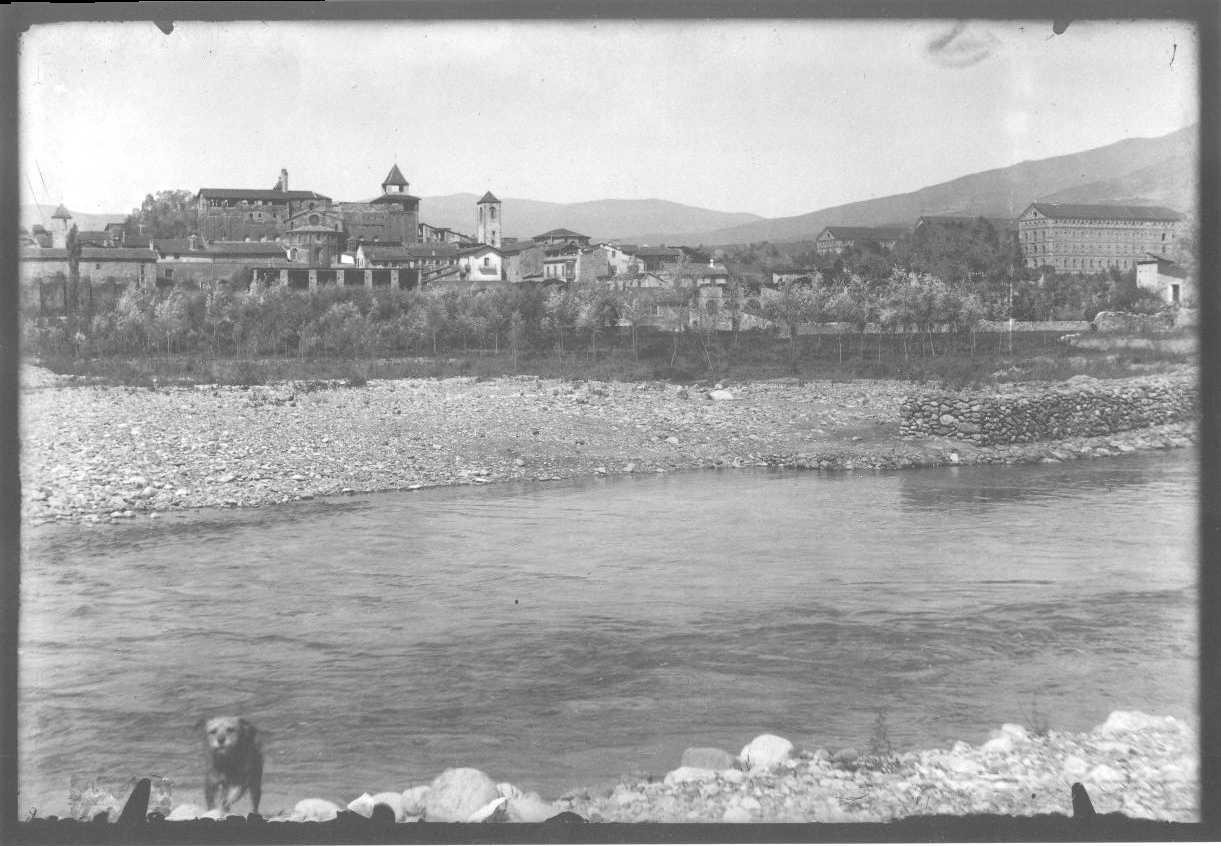
La façana de llevant de la Seu, cap a 1915.[nota 7]
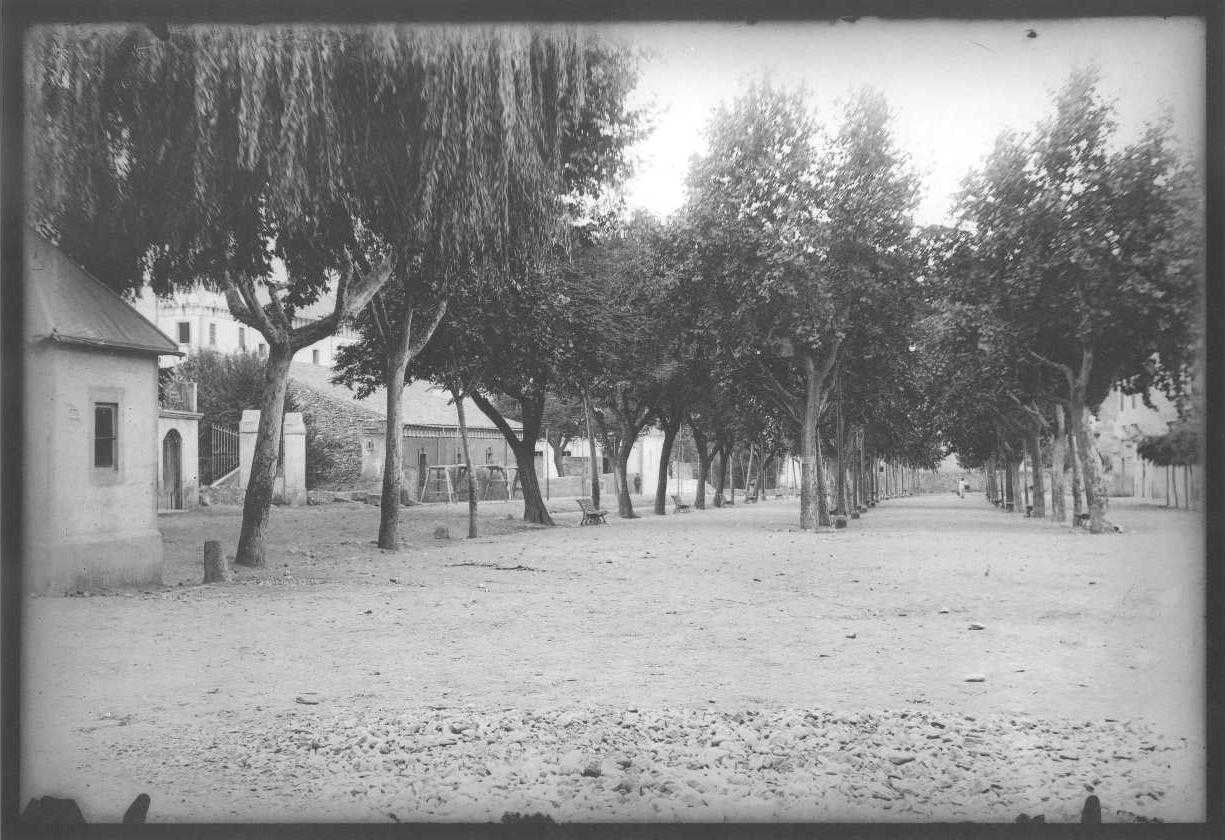
El Passeig Joan Brudieu, cap a 1915.[nota 8]
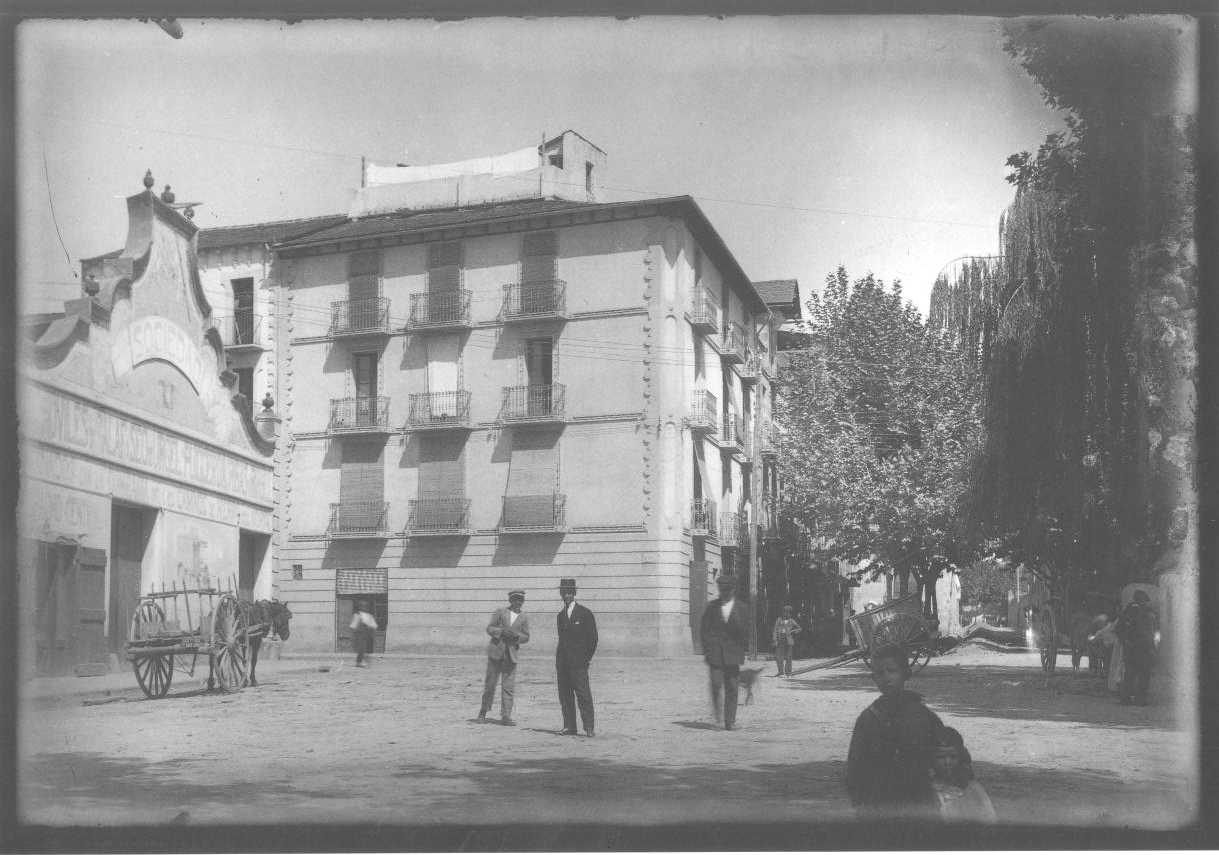
La plaça Catalunya amb la parada del cotxes de línia, cap a 1920.[nota 9]
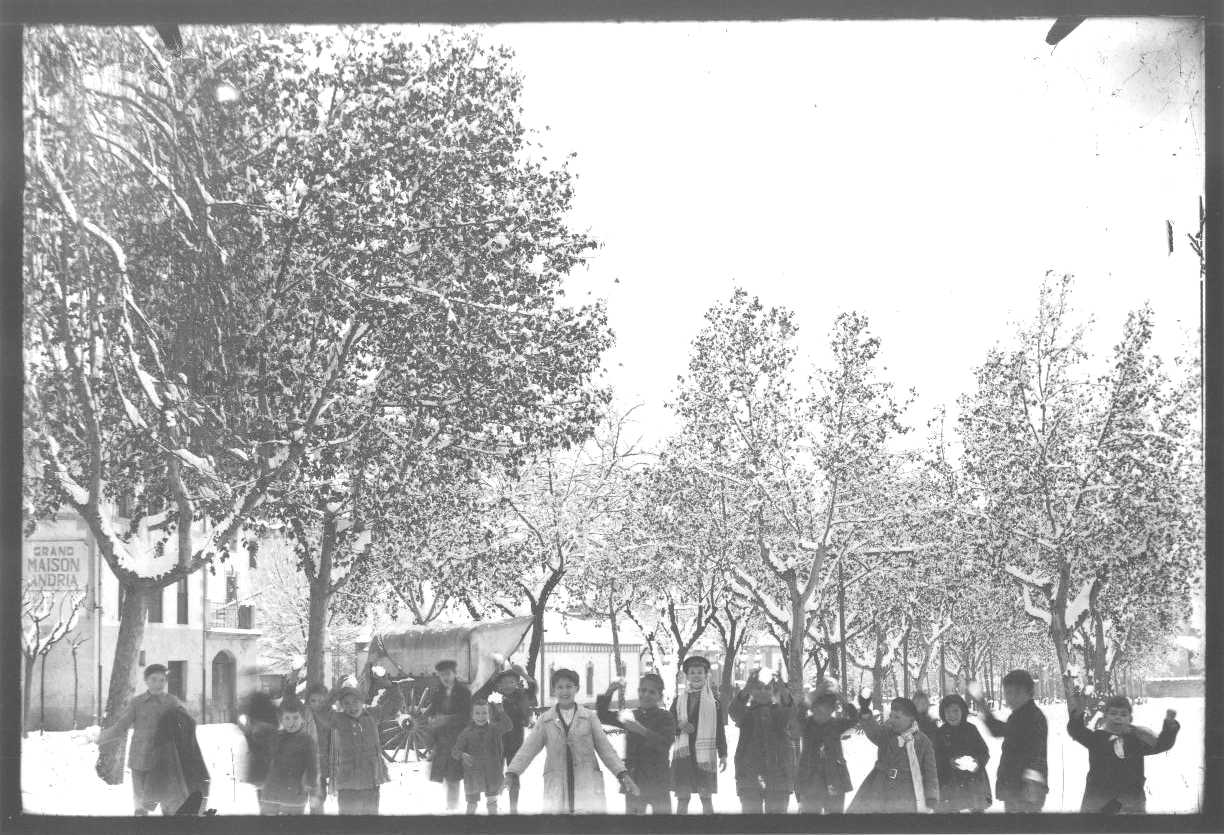
Una batalla de neu al Passeig Joan Brudieu, cap a 1920.[nota 10]
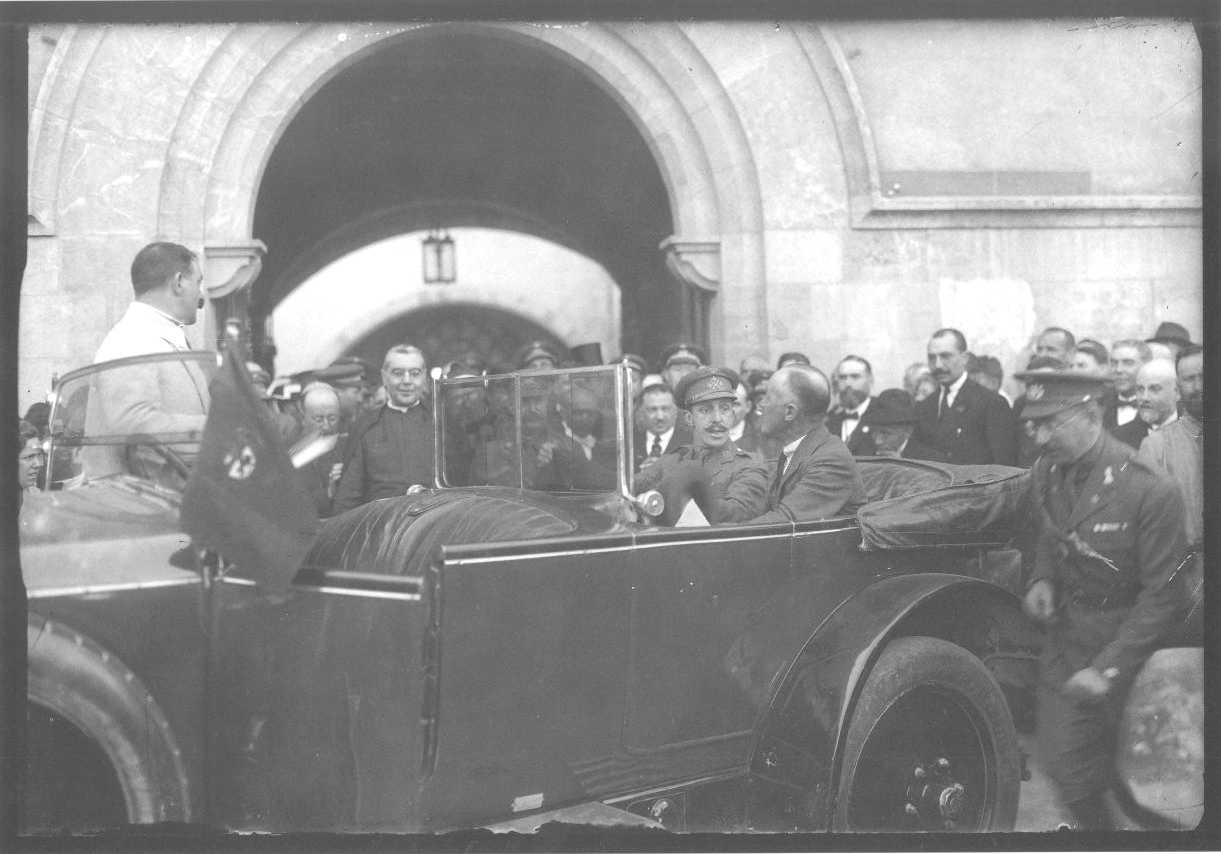
El rei Alfons XIII davant el Palau Episcopal, 1924.[nota 11]
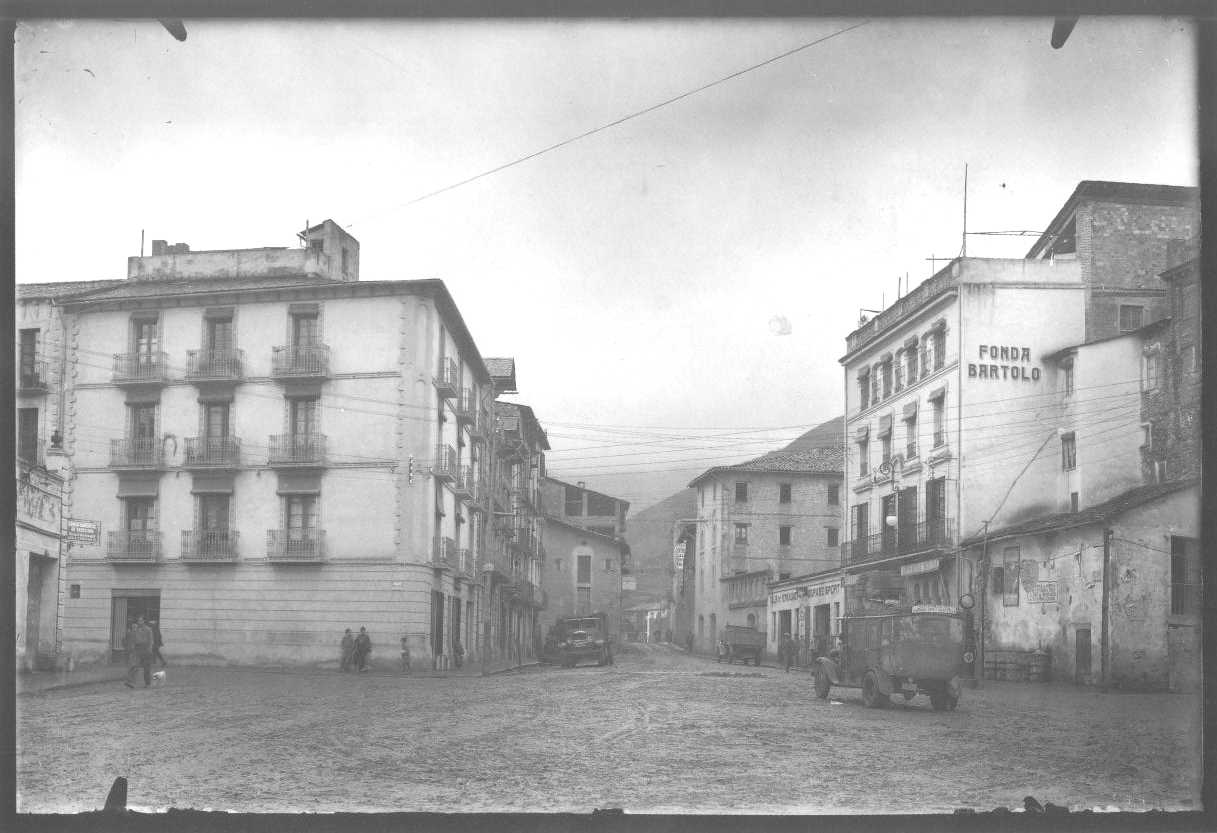
Un cotxe de línia surt de la plaça Catalunya vers Andorra, cap a 1925.[nota 12]
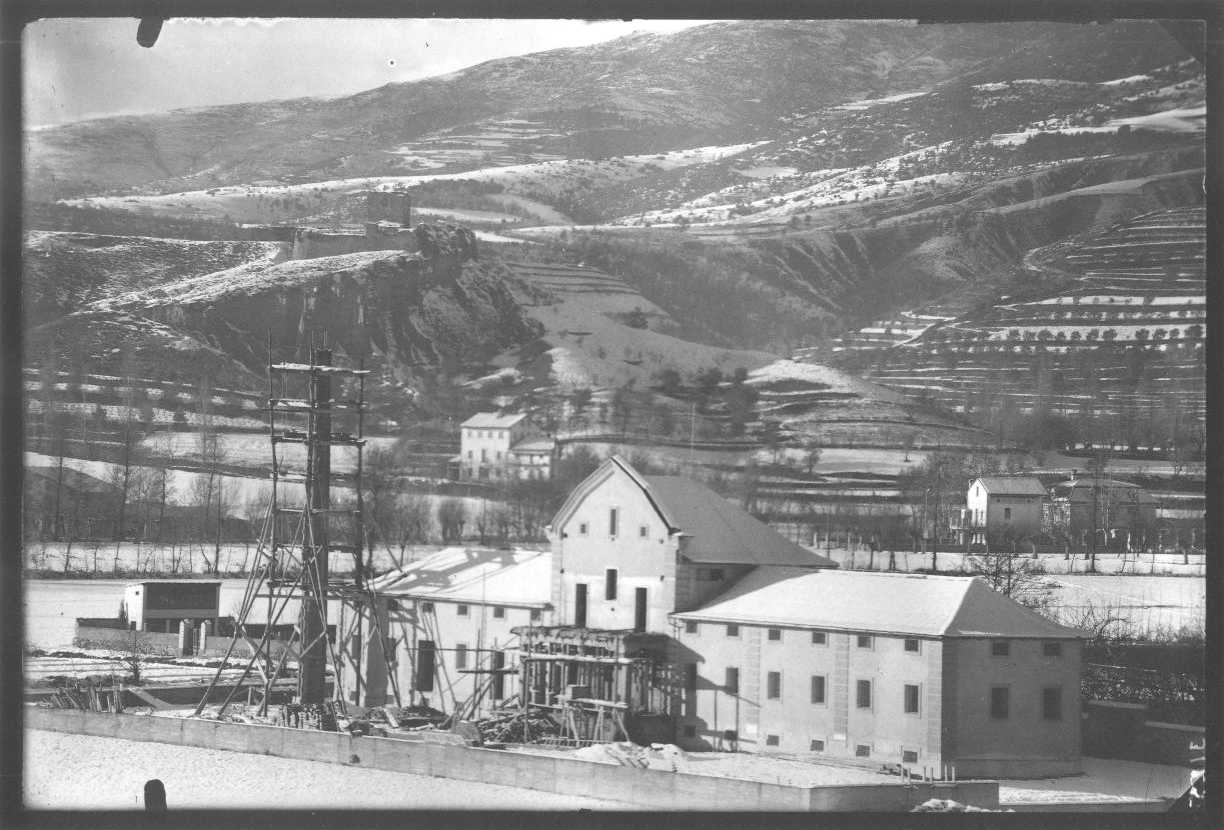
Les Lleteries de La Seu en construcció, cap a 1925.[nota 13]
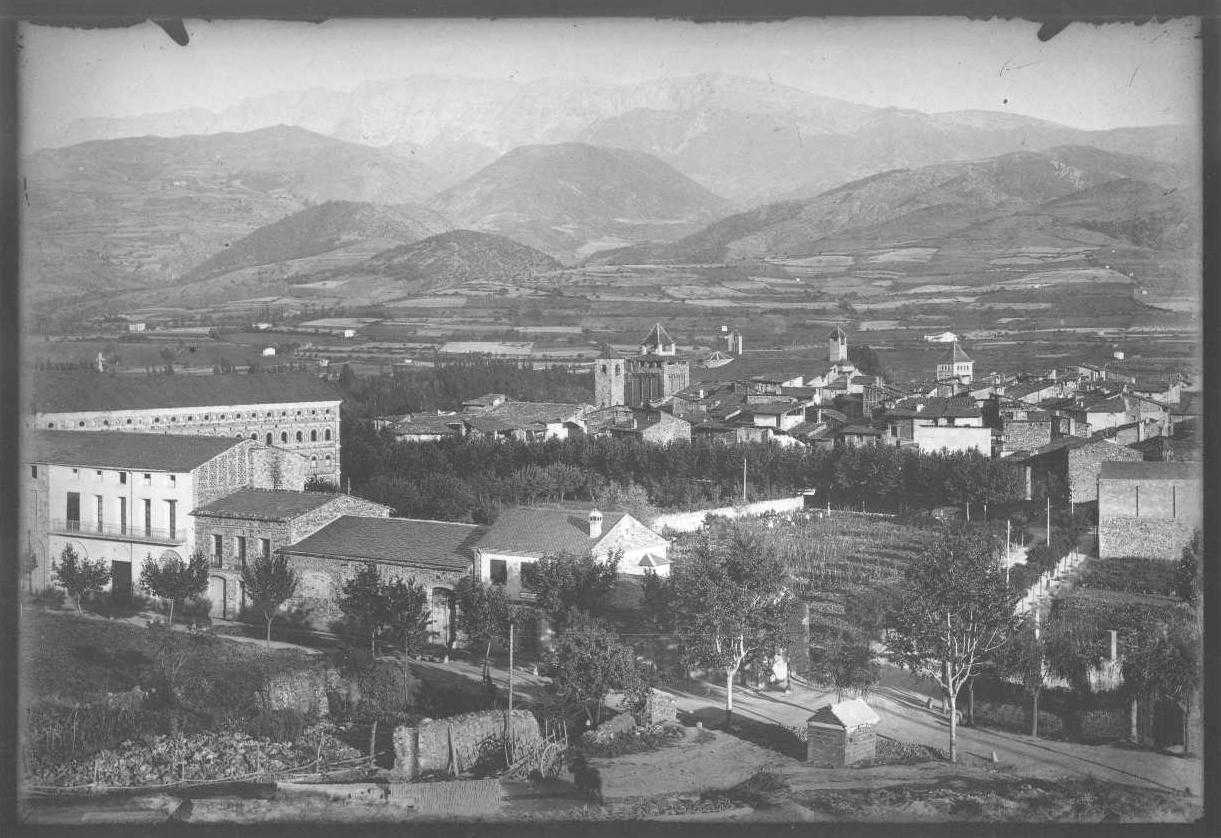
L'entrada a la Seu per l'avinguda de Joan Garriga i Massó, cap al 1925.[nota 14]
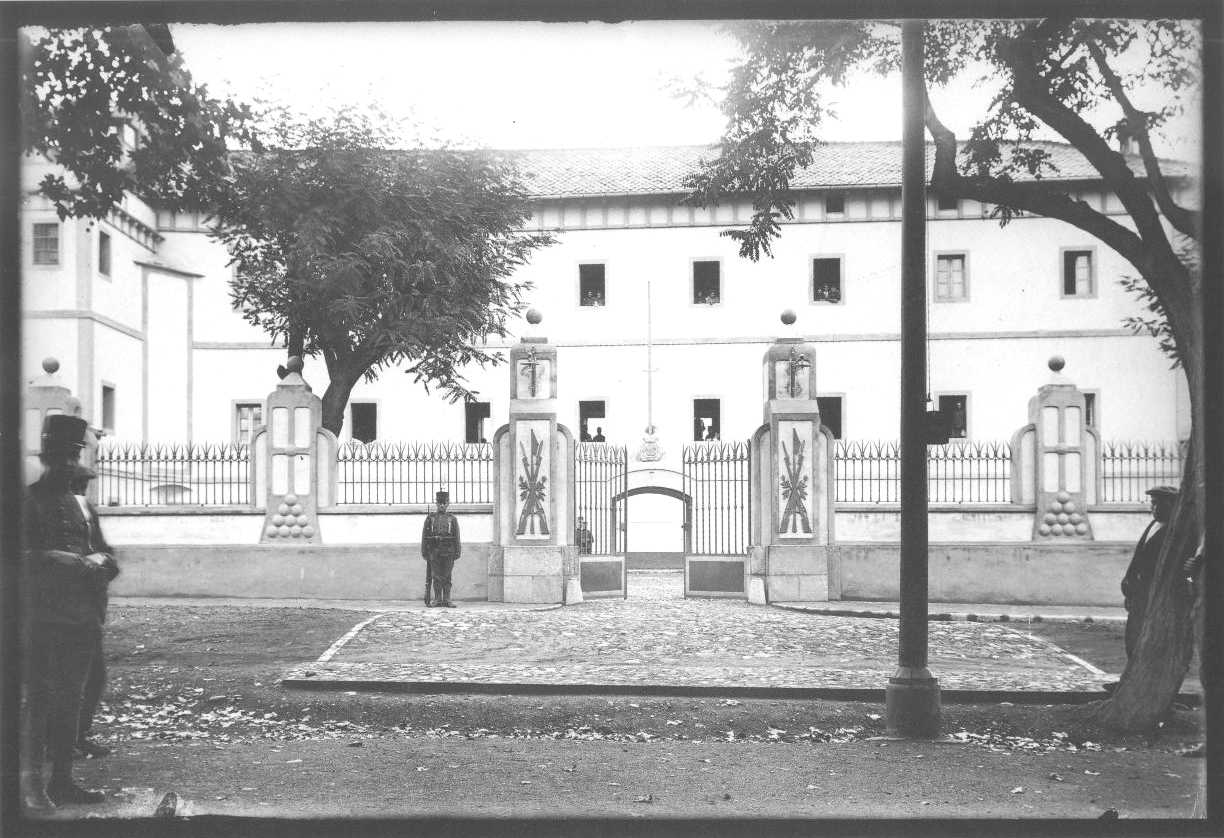
L'antic quarter del Passeig Joan Brudieu, cap a 1925.[nota 15]
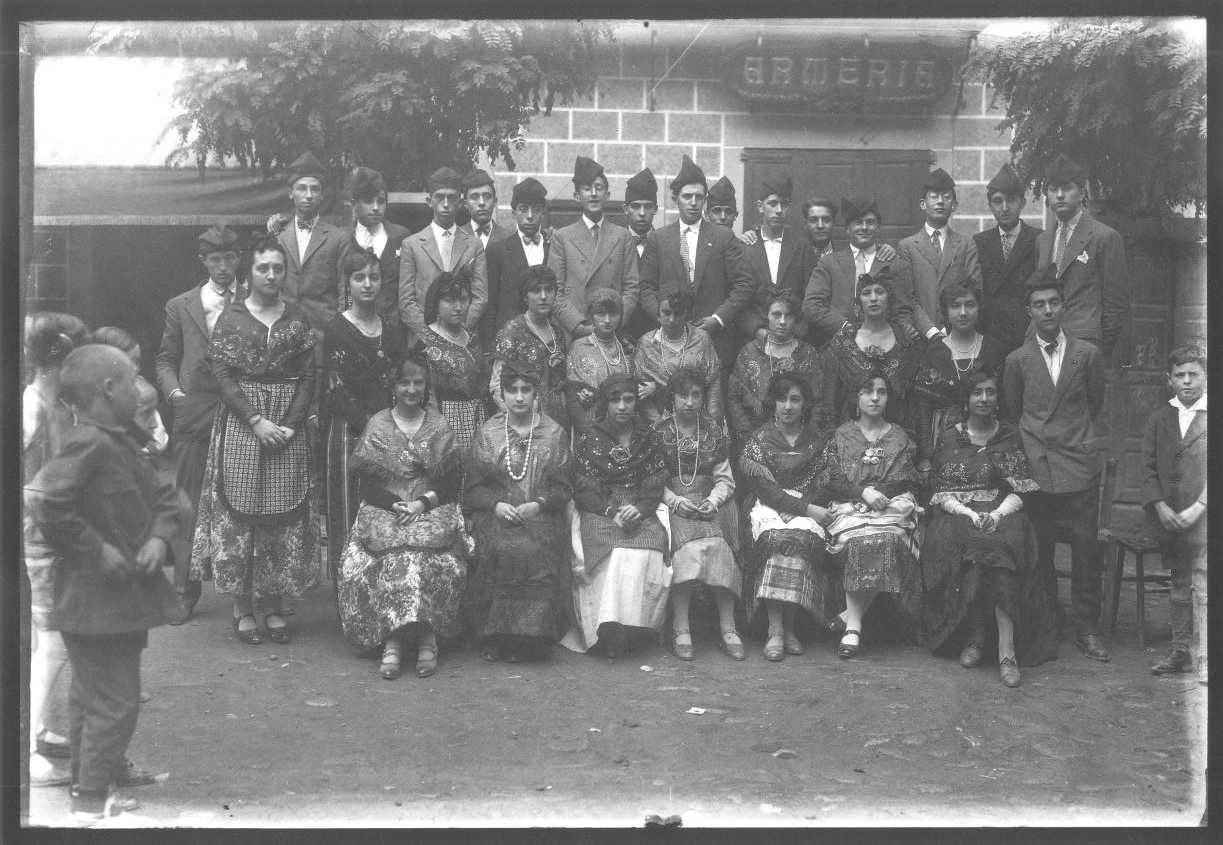
Els dansaires del Ball Cerdà per la Festa Major a la plaça Patalín, cap a 1930.[nota 16]
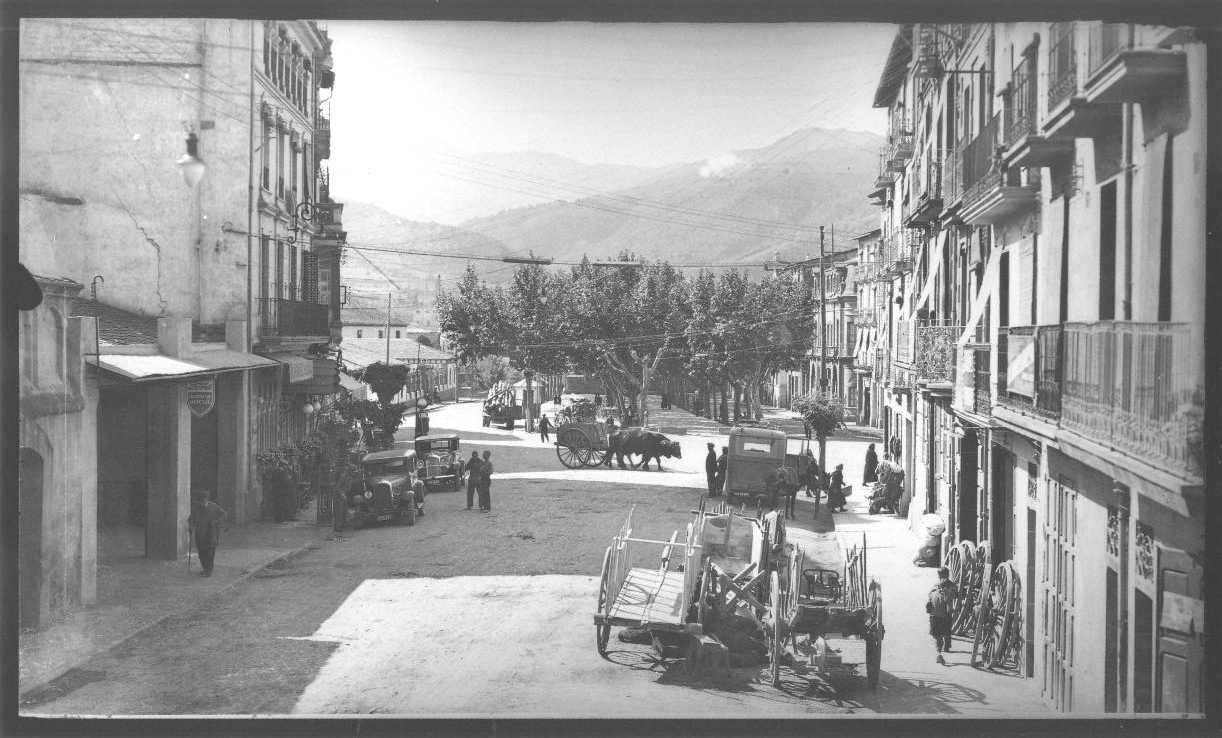
Carretes i cotxes entre l'hotel Mundial i cal Duró, cap a 1935.[nota 17]
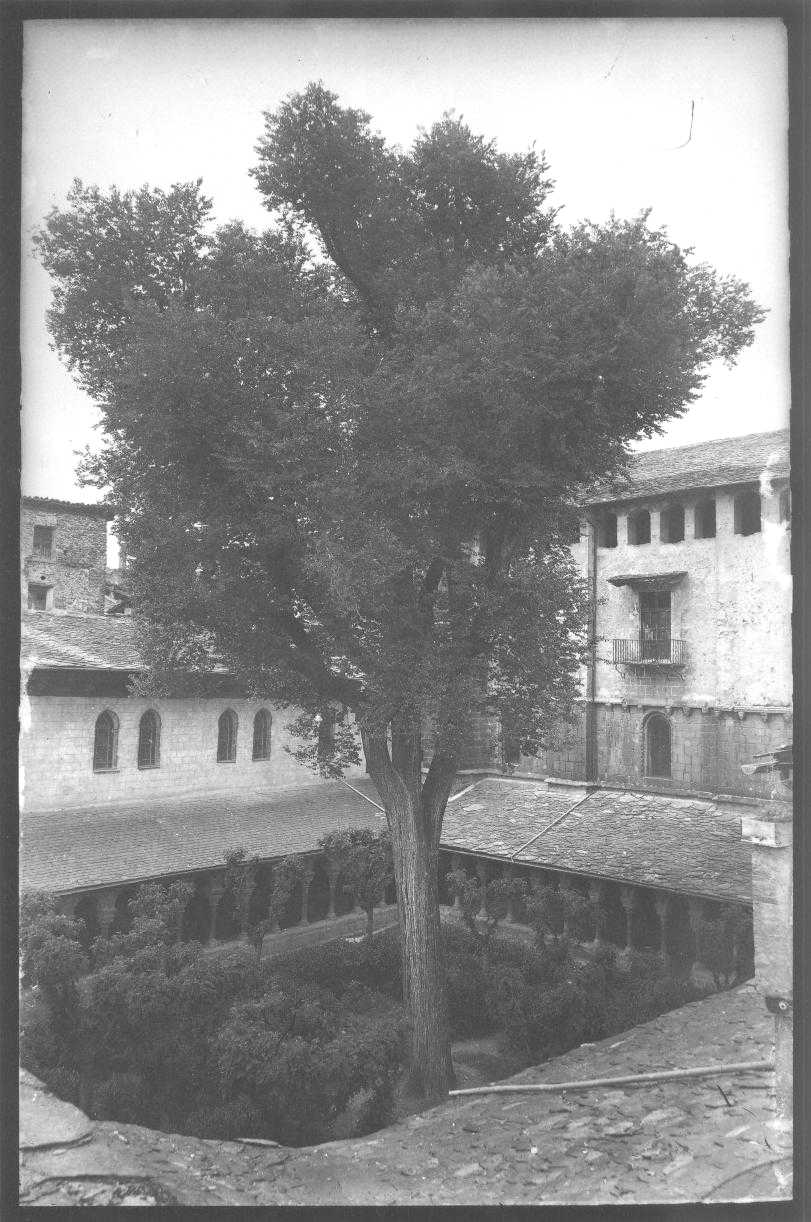
L'om del claustre de la Catedral, cap a 1920.[nota 18]
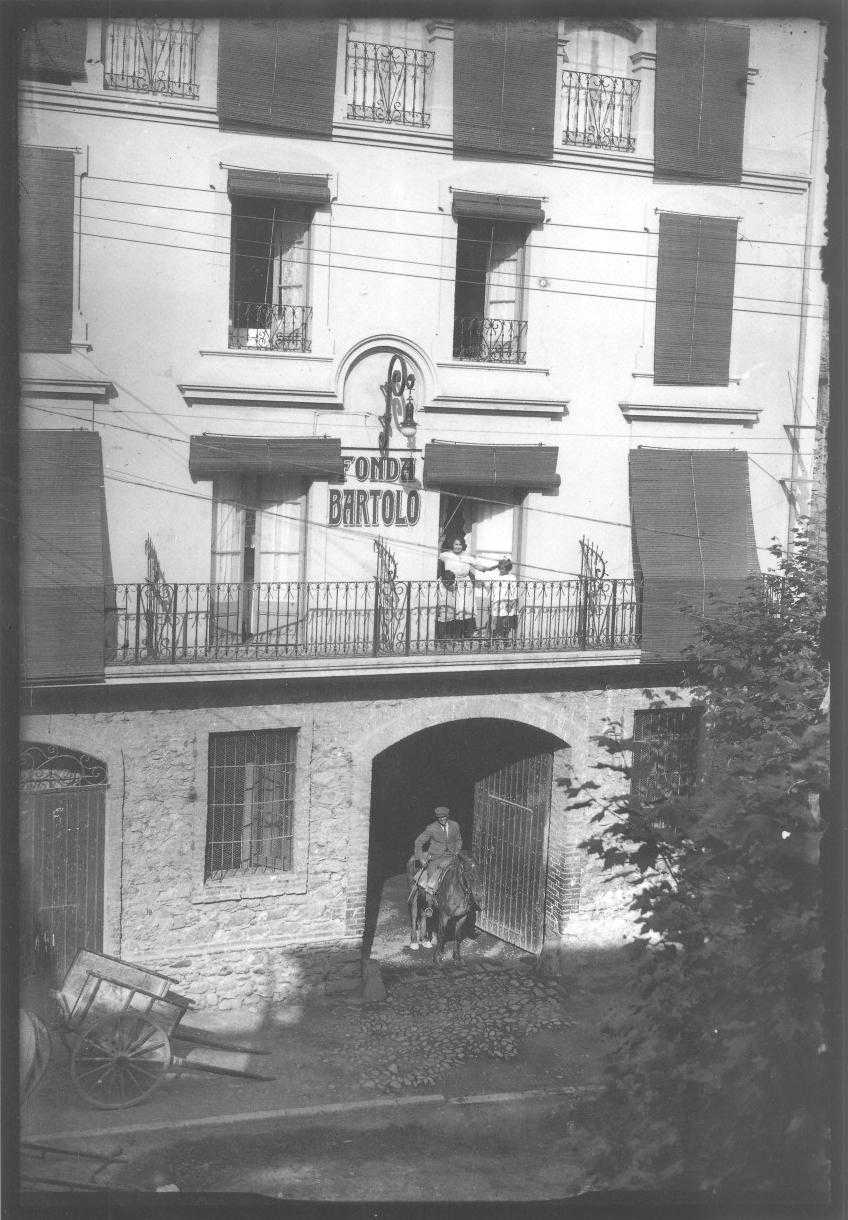
La Fonda Bartolo, després anomenada hotel Mundial, cap a 1915.[nota 19]
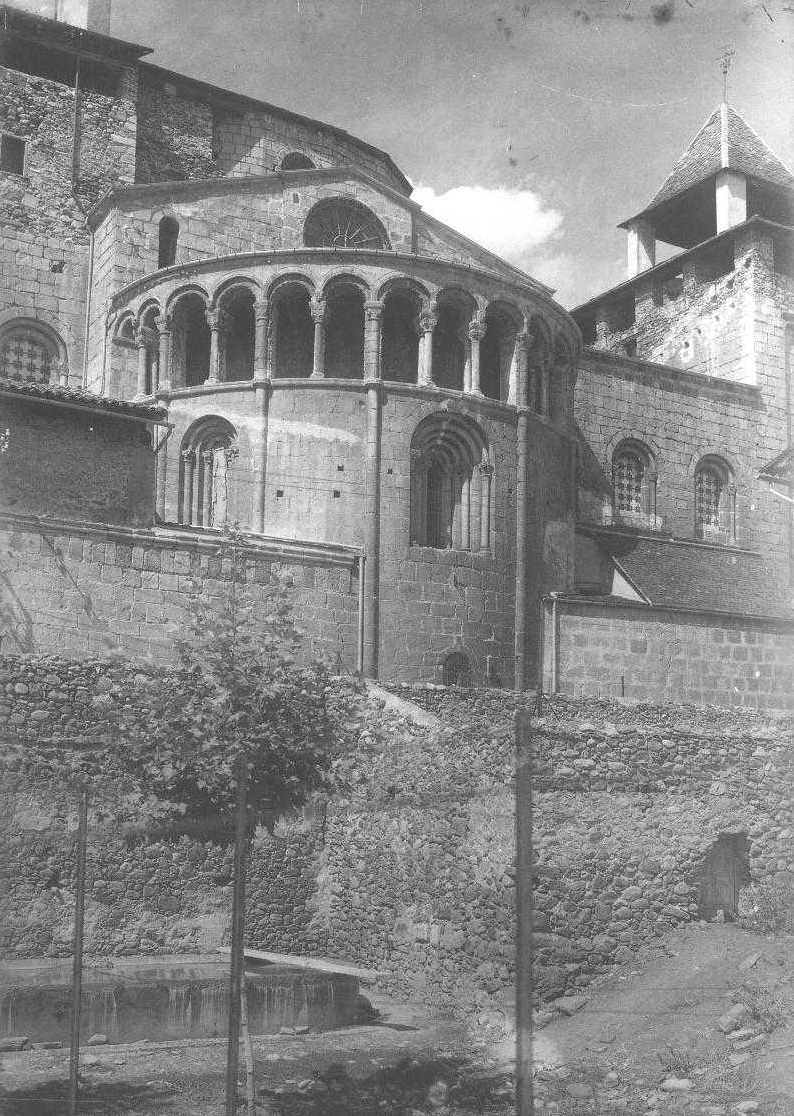
El safareig públic, sota l'absis de la Catedral, cap a 1925.[nota 20]

Els originals són fets amb placa de vidre a diferents resolucions. Les imatges estan destramades i escanejades al 100%.